# 母子愛育会
社会福祉法人恩賜財団母子愛育会（おんしざいだんぼしあいいくかい、英: Imperial Gift Foundation Boshi-Aiiku-Kai）とは、子供と母性の保健・福祉の増進をねらいとする社会福祉法人。1934年（昭和9年）に当時の皇太子明仁親王誕生を記念する「御下賜金」をもとに設立された。

## 沿革
- 1934年（昭和9年）3月 恩賜愛育会創立
  - 5月 愛育調査会設置
- 1935年（昭和10年）7月 機関誌『愛育』創刊（1994年〈平成6年〉より愛育班活動の機関紙に変更）
- 1936年（昭和11年）5月 第1回愛育班及び愛育村指定
- 1938年（昭和13年）11月 爱育研究所開設
  - 12月 愛育医院（小児科）開院
  - 12月 教養相談室、特別保育室（愛育養護学校の前身）開設
- 1940年（昭和15年）5月 愛育研究所に母の研究室（愛育幼稚園の前身）設置
  - 12月愛育医院科開設
- 1943年（昭和18年）12月 恩賜財団愛育会、日本小児保健報国会、日本母性保護会などの団体を統合して恩賜財団大日本母子愛育会が創設[1]。
- 1946年（昭和21年）1月 恩賜財団母子愛育会に改称
- 1947年（昭和22年）4月 爱育幼稚設立
- 1948年（昭和23年）4月 三笠宮妃百合子が総裁に就任
- 1949年（昭和24年）11月 愛育医院を愛育病院に改称
- 1950年（昭和25年）2月 戸越爱育園設立認可
- 1952年（昭和27年）5月 社会福祉法人に組織変更
- 1955年（昭和30年）6月 育養学校
- 1958年（昭和33年）5月 ナーサリールーム開設
- 1964年（昭和39年）9月 愛育研究所を日本総合愛育研究所と改称
- 1969年（昭和44年）4月 第1回爱育班員全国大会開催
  - 5月 皇太子妃（現上皇后美智子）作曲の「おもひ子」の著作権を委譲
- 1980年（昭和55年）9月 総合母子保健センター開設（爱育病院、保健指導部、情報研修部、研究開発部、運営部を設置）
- 1984年（昭和59年）3月 昭和天皇臨席のもとに創立50周年記念式典開催
- 1986年（昭和61年）4月 日本総合愛育研究所に愛育相談所を開設（教養相談室、心理治療室を統合）
- 1997年（平成9年）4月 日本総合愛育研究所を日本子ども家庭総合研究所と改称
- 1999年（平成11年）4月 愛育病院、東京都から総合周産期母子医療センターの指定を受ける
  - 4月 愛育養護学校を本会から分離、学校法人愛育学園として発足
- 2004年（平成16年）3月 天皇・皇后（現上皇・上皇后）臨席のもとに創立70周年記念式典開催
- 2005年（平成17年）4月 ナーサリールーム、東京都認証保育施設となり、同時に港区の委託を受け「あいいく病児保育室」を開設
- 2010年（平成22年）3月 港区と「愛育病院移転・整備・運営に関する協定」を締結
  - 10月 秋篠宮妃紀子が総裁に就任
- 2015年（平成27年）1月 総裁・秋篠宮妃紀子臨席のもとに新愛育病院（港区芝浦）の開院式開催
  - 2月 新愛育病院開院並びに愛育クリニック（港区南麻布）開業
  - 4月 日本子ども家庭総合研究所を愛育研究所と改称

## 主な人物

### 総裁
- 三笠宮妃百合子：1948年（昭和23年）4月 - 2010年（平成22年）9月30日[2]
- 秋篠宮妃紀子：2010年（平成22年）10月1日 - [2]